# Herreriopsis
Herreriopsis é um género monotípico de plantas com flor pertencente à subfamília Agavoideae da família Asparagaceae, cuja única espécie é Herreriopsis elegans, um endemismo de Madagáscar.